# Sério
Sério é um município brasileiro do estado do Rio Grande do Sul. Recebe os títulos dados pela prefeitura de Serra dos Vales e Terra da Pitaya. 

## História
A história do povoamento da região carece de registros, mas historiadores afirmam que se iniciou muito provavelmente no final do século XIX. No Vale do Sampaio, havia a presença apenas de imigrantes alemães, reservando-se ao norte do mesmo, no início da serra, a presença de imigrantes italianos e colonos ervateiros.
Sério foi emancipado em 20 de março de 1992 do município de Lajeado. A área, conforme sua lei de criação, seria equivalente ao distrito da então Vila Sério e parte do distrito de Forquetinha, até então territórios de Lajeado.

### Origem do nome
A origem do nome possui três distintas versões, sendo duas delas narradas no livro “A origem do nome dos Municípios”, de autoria de Giovani Cherini:
A primeira narra que os imigrantes italianos, ao chegarem na região, assentaram-se próximo a um arroio calmo, o qual denominaram de Sério pela semelhança a um curso d’água de mesmo nome existente na Itália.
A segunda diz que havia um homem, proprietário de terras na região, de nome Antônio Franciosi, cujos pais eram imigrantes da região do Rio Sério, na Itália e, por causa disso, teriam o apelido de “pessoal do Sério”.
Já a terceira relata que os colonos, ao se referirem a Sérgio Franciosi, um parente de Antônio, tinham dificuldades na pronúncia da letra 'g' e então o chamavam de Sério.

## Geografia
Localiza-se a uma latitude 29° 22′ 58″ Sul e a uma longitude 52° 16′ 8″ Oeste, estando a sede do município a uma altitude de 626 metros. Está limitado por Forquetinha a leste, Santa Clara do Sul a sudeste, Venâncio Aires a sul e sudoeste, Boqueirão do Leão a oeste e Canudos do Vale a norte.
Possui uma área de 98,131 km² e sua população em 2022 era de 1.941 habitantes.
Seu relevo é montanhoso e possui altitudes médias que vão de 625 até 670 metros acima do nível do mar. Na hidrografia, podemos destacar o Arroio Sampaio, situado no Vale do Sampaio e afluente do Rio Taquari.
Em 10 de janeiro de 2024, uma lei de correção dos limites municipais entre Sério e Boqueirão do Leão foi sancionada pelo governador. Segundo a justificativa apresentada pela Comissão de Assuntos Municipais, quando da emancipação de Boqueirão do Leão, parte do então distrito de Sério foi incorporada incorretamente a este. Com isso, o município de Sério passará a ter, novamente, 2 mil habitantes, segundo estimativas do governo municipal.

## Economia
Em 2021, o município possuía um PIB de R$ 59.570.858,00, sendo o valor adicionado bruto (VAB) de R$ 56.836.418,00. A agropecuária é o principal setor econômico, com 54,15% de participação (R$ 30.779.538,00). Já a indústria é quase inexistente, tendo gerado um valor de apenas R$ 2.617.761,00 em valor adicionado no ano de 2021.
Na agricultura, destaca-se o cultivo de milho e tabaco (fumicultura). Na pecuária, o destaque fica para a avicultura e suinocultura. Também há produção de lenha e madeira em tora.
Nos últimos anos, os produtores apostaram na diversificação e têm investido na produção da pitaia. Segundo dados da prefeitura, hoje cerca de dez produtores colhem, por safra, aproximadamente 90 toneladas da fruta, que inclusive ganhou uma feira municipal bianual.

## Infraestrutura

### Saneamento, abastecimento de água e coleta de resíduos
Segundo dados disponibilizados em 2022 pelo município ao SNIS (Sistema Nacional de Informações sobre Saneamento), 100% da população tem acesso à água encanada. Na coleta de resíduos sólidos, 60,88% da população total tem atendimento, enquanto na zona urbana esse número é de 100%. Não há coleta ou tratamento de esgoto no município.

### Telecomunicação
Em 2023, o município tinha uma taxa de 69,7% da população com cobertura na rede de telefonia móvel com tecnologia 4G. Se comparando com outros municípios do Rio Grande do Sul, Sério fica na posição 453º de um total de 497.

### Saúde
No município, há o Hospital de Caridade São José, que conta com atendimento 24h à população. Em 2023, foi inaugurada uma casa de acolhimento para idosos. Há ainda um estruturado posto de saúde.